# Carl Leche (militär)
Carl Henrik Albert Leche, född den 10 december 1867 i Klinte församling, Gotlands län, död den 28 september 1934 i Stockholm, var en svensk sjömilitär. Han var far till Ernst och Hakon Leche.
Leche blev underlöjtnant vid flottan 1889, löjtnant 1892 och kapten 1900. Han befordrades till kommendörkapten av andra graden 1912 och av första graden 1917. Leche var lärare i sjökrigshögskolans högre kurs 1912–1918 och inspektör för navigationsskolorna 1918–1919. Leche fick avsked med pension 1922 och tjänstgjorde därefter vid sjökarteverket. Han var vetenskaplig skriftställare angående kompassväsendet. Leche invaldes som ledamot av Örlogsmannasällskapet 1909. Han blev riddare av Svärdsorden 1910. Carl Leche vilar på Norra begravningsplatsen utanför Stockholm.